# Idaea dilutata
Idaea dilutata är en fjärilsart som beskrevs av Fritz Preissecker 1923. Idaea dilutata ingår i släktet Idaea och familjen mätare. Inga underarter finns listade i Catalogue of Life.